# Ludlow (Colorado)

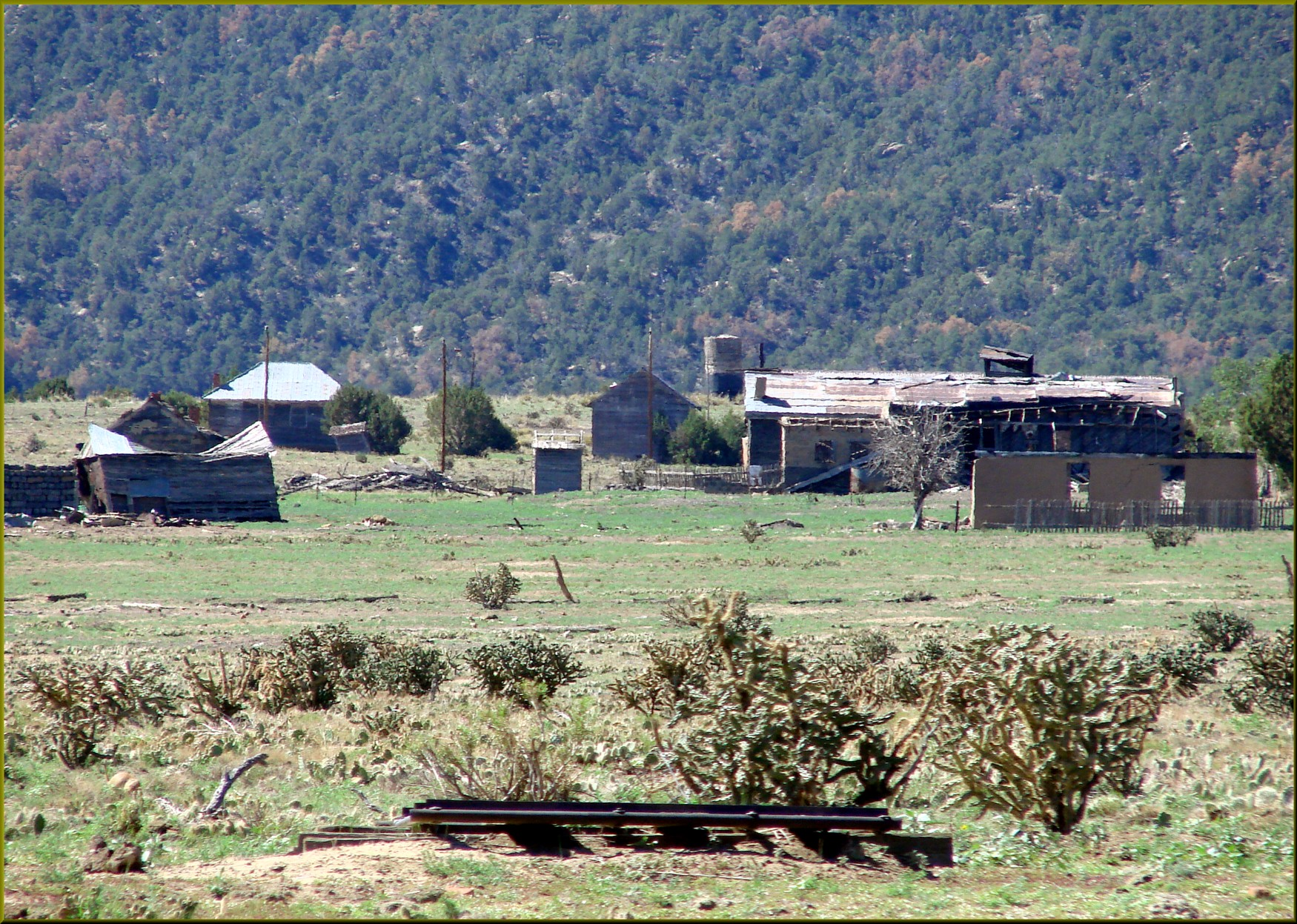
Ludlow in 2013

Ludlow is een verlaten mijnplaats gelegen in het zuiden van de Amerikaanse staat Colorado. De omgeving is vlak en weids met vlakke bergen in de omtrek, grasland en een spoorlijn die erdoorheen loopt. Er staan nog een tal van vervallen gebouwen. 
Ludlow was de plaats van een gruweldaad in de geschiedenis van de Verenigde Staten, genaamd het Bloedbad van Ludlow. 
Op 20 april 1914 hadden kolenmijnwerkers een doorgaand conflict, ze wilden zich verenigen met de groeiende en nog steeds bestaande mijnwerkersunie, ze zijn hun huizen uitgezet door The Colorado Iron Company ("de ijzervennootschap van Colorado"), waarna ze een tentenkamp opstelden op publieke gronden, die dag vierden de mijnwerkers en hun families Grieks Pasen. Zonder waarschuwing kwam de "Death Special", een bewapende wagen met een machinegeweer, door de plaats en vuurde zijn kogels af. Daarbij werden voornamelijk kinderen getroffen. Achttien mensen werden vermoord, onder hen 11 kinderen. Niemand is ooit veroordeeld voor deze daden behalve de overlevende mijnwerkers die wel zijn gearresteerd.
De gebeurtenissen waren ook de aanleiding voor het nummer Ludlow Massacre van Woody Guthrie.